# 罗曼·雅各布森
罗曼·雅各布森（俄语：Рома́н О́сипович Якобсон，1896年10月10日（俄历1896年9月28日）—1982年7月18日）是一名俄罗斯语言学家和文学理论家。雅各布森是20世纪前期语言学的主流语言结构分析的先驱。分别受到了到索绪尔和特鲁别茨柯伊的影响，雅各布森是20世纪最有影响力的语言学家之一。1918年畢業於莫斯科大学，两年后任莫斯科戏剧学院俄语教授。1933年任教于捷克普基涅大学。第二次世界大战时雅各布森定居美国，先后任教于哥伦比亚大学和哈佛大学。1982年雅各布森在波士顿逝世。在美国时与乔姆斯基结识，他对乔姆斯基的语言学产生一定影响。
他拓展了分析語言語音系統的技巧，因而開創了西方音位學學門。雅各布森將同樣的技巧運用在句法學跟構詞學上，此外他也認為這些技巧能套用在語意學上，而這產生了一些爭議性。雅各布森對斯拉夫語言學有許多的貢獻，最有名的是關於俄羅斯語格位的兩份研究以及俄羅斯語動詞類別的分析。

## 著作
Jakobson R., Child Language, Aphasia and Phonological Universals, 1941
Jakobson R., On Linguistic Aspects of Translation, essay, 1959
Jakobson R., Selected Writings (ed. Stephen Rudy). The Hague, Paris, Mouton, in six volumes (1971–1985):
Jakobson R., Questions de poetique, 1973
Jakobson R., Six Lectures of Sound and Meaning, 1978